# Margret Wintermantel
Margret Wintermantel (* 3. April 1947 in Bruchertseifen, Westerwald) ist eine deutsche Universitätsprofessorin für Sozialpsychologie. Von 2000 bis 2006 war sie Präsidentin der Universität des Saarlandes, von 2006 bis 2012 Präsidentin der Hochschulrektorenkonferenz und von 2012 bis 2019 Präsidentin des Deutschen Akademischen Austauschdienstes (DAAD).

## Leben
Margret Wintermantel beendete ihre Schullaufbahn 1966 mit dem Abitur in Altenkirchen. Von 1966 bis 1970 studierte sie an der Universität Mainz Psychologie und Publizistik auf Diplom und wurde 1972 zur Dr. rer. nat. promoviert. Im Anschluss arbeitete sie an der Universität Heidelberg als Forschungsassistentin am Psychologischen Institut, seit 1979 als wissenschaftliche Mitarbeiterin und Projektleiterin der DFG-Forschergruppe „Sprechen und Sprachverstehen“. 1986 habilitierte sie sich im Fach Psychologie an der Universität Heidelberg und wurde 1992 zur Universitätsprofessorin für Sozialpsychologie an der Universität des Saarlandes berufen. Von 1994 bis 1997 war sie Vizepräsidentin für Lehre und Studium und von November 2000 bis Oktober 2006 Präsidentin der Universität des Saarlandes. Seit 2017 ist Margret Wintermantel Vorsitzende des Hochschulrates der Universität des Saarlandes.
Von 2001 bis 2006 war sie Vizepräsidentin für Forschung und wissenschaftlichen Nachwuchs und von März 2006 bis April 2012 Präsidentin der Hochschulrektorenkonferenz. Von Januar 2012 bis Ende 2019 war Wintermantel Präsidentin des DAAD. Seit 2021 ist sie Vorsitzende des Universitätsrats der Universität Würzburg.

## Auszeichnungen
- 2005: Ritter der Ehrenlegion[5]
- 2009: Verdienstkreuz 1. Klasse der Bundesrepublik Deutschland[6]
- 2021: Großes Bundesverdienstkreuz

## Monographien
- Soziale Genese von Sprechstilen: Diktionsdistanz (Psychologia Universalis, Band 28), Anton Hain Verlag, Meisenheim  1973.
- mit Hannelore Grimm und Hermann Schöler: Zur Entwicklung sprachlicher Strukturformen bei Kindern, Beltz Verlag, Weinheim 1975.
- mit Hannelore Grimm: Zur Entwicklung von Bedeutungen, Beltz Verlag, Weinheim 1975.